# Borsfa (település)
Borsfa (horvátul: Borša) község Zala vármegye Letenyei járásában, a Zalai-dombságban, az Egerszeg–Letenyei-dombság területén. A megye délnyugati részén fekszik, körjegyzőségi székhely. A településen polgárőrség működik.

## Közlekedés
A település a Letenye és Zalaegerszeg térségét összekapcsoló, Becsehely–Bak között húzódó 7536-os út mentén, észak-déli irányban hosszan elnyúlva terül el; nyugat felé Bázakerettyével a 7537-es út köti össze.
Jó autóbusz-közlekedéssel rendelkezik, elsősorban a Letenye, Nagykanizsa és Zalaegerszeg felől érkező járatok érintik.

## Története
A település első említése 1392-ből való. Ezt követően folyamatosan lakott apró település volt, de templommal nem rendelkezett, a környék központja Bánokszentgyörgy volt. Első iskolája 1889-ben nyitotta meg kapuit, kápolnája a meglévő harangláb mellé 1896-ban épült.
A második világháborút követően a falu életszínvonala csak romlott, az iskola bezárt, komoly elvándorlás sújtotta a települést. Az 1960-as évek végén kezdett stabilizálódni a falu helyzete, az iskola újból kinyitott, 1973-ban óvoda is nyílt. Az 1990-es években a falu gazdasága sokat fejlődött, az életszínvonal nagyban nőtt.

## Közélete

### Polgármesterei
- 1990–1994: Réffy József (SZDSZ)[5]
- 1994–1998: Réffy József (független)[6]
- 1998–2002: Réffy József (független)[7]
- 2002–2006: Réffy József (SZDSZ)[8]
- 2006–2010: Réffy József (független)[9]
- 2010–2014: Jetzin István Sándor (független)[10]
- 2014–2019: Jetzin István Sándor (független)[11]
- 2019–2024: Jetzin István Sándor (független)[12]
- 2024– : Jetzin István Sándor[1]

## Népesség
A település népességének változása:
| Lakosok száma | 736  | 709  | 694  | 651  | 678  | 674  | 673  |
|               | 2013 | 2014 | 2015 | 2021 | 2022 | 2023 | 2024 |

A 2011-es népszámlálás idején a nemzetiségi megoszlás a következő volt: magyar 93%, cigány 5,1%, horvát 0,7%, német 0,57%. A lakosok 64,3%-a római katolikusnak, 0,4% reformátusnak, 0,5% evangélikusnak, 2,9% felekezeten kívülinek vallotta magát (30,6% nem nyilatkozott).
2022-ben a lakosság 92,9%-a vallotta magát magyarnak, 7,4% cigánynak, 5,9% horvátnak, 0,7% németnek, 0,1% ukránnak, 0,6% egyéb, nem hazai nemzetiségűnek (6,9% nem nyilatkozott; a kettős identitások miatt a végösszeg nagyobb lehet 100%-nál). Vallásuk szerint 50,6% volt római katolikus, 0,6% református, 0,4% evangélikus, 0,1% görög katolikus, 0,9% egyéb keresztény, 0,6% egyéb katolikus, 2,7% felekezeten kívüli (44,1% nem válaszolt).